# 克龍帕希

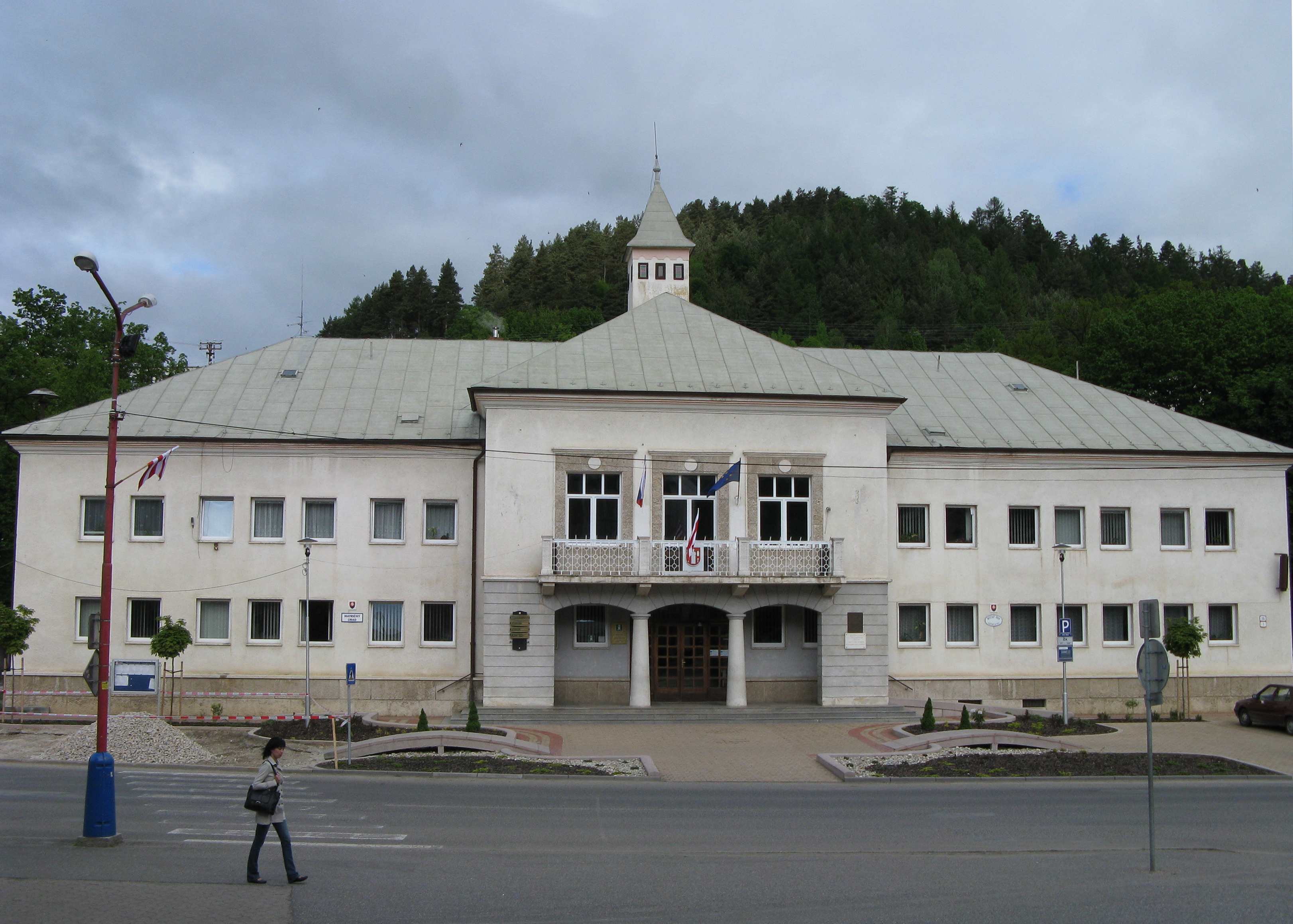

克龍帕希（Krompachy）是斯洛伐克的城鎮，位於該國東部，由科希策州負責管轄，面積22.90平方公里，海拔高度379米，2007年人口8,809，其中九成居民信奉羅馬天主教。

## 友好城市
- 匈牙利貝凱什喬包
- 波蘭加绍维采（英语：Gaszowice）
- 羅馬尼亞訥德拉克
- 捷克里馬若夫

## 外部連結
- Official website （页面存档备份，存于） （斯洛伐克文） （英文） （德文）
- Everything about table tennis in Krompachy

48°55′00″N 20°52′28″E / 48.9167°N 20.8744°E